# Mísopógón
Mísopógón (Μισοπώγών, celým názvem Αντιοχικος ή Μισοπώγών – Antiochikos é Misopógón, česky Antiošská řeč aneb Nepřítel vousů) je řecky psaný satirický spis římského císaře Flavia Claudia Iuliana. Vznikl v únoru nebo březnu roku 363 jako kritická reakce na nepřátelství, které autorovi pro jeho propohanskou reformní politiku při jeho návštěvě projevovali převážně křesťanští obyvatelé města Antiochie, přičemž jako záminka k odmítání a posměchu vůči císaři jim sloužila jeho neupravená bradka.

## Ukázka textu
Ukázka textu:
| „ | Psáti na sebe chválu nebo hanu, to žádný zákon nezakazuje. K chvále, i kdybych si toho náramně přál, nemám ovšem žádného důvodu, k pokárání ovšem tisíce. Začnu nejprve vlastním obličejem. Tomu, ačkoli není od přírody příliš sličný ani půvabný ani zajímavý, jsem přidal sám ze zarputilosti a omrzelosti tuhle dlouhou bradu, jako bych jej chtěl snad trestati právě proto, že není od přírody sličný. A nechávám v něm běhati vši jako zvěř v houštině. Nesmím proto hltavě jísti nebo chtivě píti; musím totiž dávati pozor, abych mimoděk nesnědl s chlebem i vlasy… Vy tvrdíte, by se mohly z něho (tj. z vousu) plésti i provazy. Jsem ochoten jej k tomu propůjčiti, jestliže jen budete moci vlasy z něho vytrhnouti a vaše ruce ´jemné a beze vší síly´ se drsností vousu nepoškodí. Ať si někdo nemyslí, že mne ten výsměch mrzí. Vždyť já sám dávám k měnu podnět, maje bradu jako kozel, ač ji mohu míti hladkou a čistou, jako všichni hezcí chlapci a hezké ženy, kterým jest dán od přírody půvab. Vy ještě v stáří o závod napodobujete své syny a dcery následkem rozmařilého života a zhýčkaných mravů a hladíte pečlivě bradu, ukazujíce a prozrazujíce muže čelem, ne jako já tvářemi. Nezůstal jsem (ovšem) jen u dlouhého vousu, nýbrž i na hlavě mám špínu, jen zřídka si dávám stříhati vlasy a ořezávati nehty a prsty mám od pera černé… Chcete-li se ještě něco dověděti z mých intimních věcí, nuže mám prsa hustě zarostlá… Řekl bych vám také, kdybych měl nějakou bradavici jako Kimón, ale nemám žádné. | “ |